# 우간다
우간다 공화국(영어: Republic of Uganda 리퍼블릭 오브 우간다[*], 스와힐리어: Jamhuri ya Uganda 잠후리 야 우간다)은 아프리카 중앙에 있는 공화국이며, 영어, 스와힐리어가 공용어이다.
아프리카의 진주라고 불리는 우간다는 빅토리아 호수의 풍부한 수자원과, 자연의 신비를 느끼게 하는 아름다운 루웬조리산(Mt. Ruwenzori)과 야생동물이 뛰어다니는 대평원 등 개발이 되지 않아 오히려 빛을 발하고 있는 빼어난 자연경관을 지니고 있다. 유네스코에서 세계 유산으로 여러 개를 지정할 정도로 아름다운 나라이며, 영화 몬도가네와 타잔의 촬영지로도 유명하다.

## 역사
우간다의 거주자들은 1,700 ~ 2,300년 전까지 수렵채집꾼들이었다. 아마도 중앙아프리카와 서아프리카 출신이었을 반투어를 말하는 인구들이 우간다의 남쪽 지역에 이주했다.
이 무리가 와서 철을 다루는 기술과 사회적이며 정치적인 기구의 새로운 생각을 발달시켰다. 14세기와 15세기에 키타라 제국이 가장 이른 예전 조직의 형성을 대표하여, 분뇨로-키타라와 수 세기 후에 부간다와 앤콜레 왕국이 뒤따른다.
과거 영국의 식민지였고 1962년 옛 왕인 무테사 2세를 대통령으로, 밀턴 오보테를 총리로 삼아 영국으로부터 독립하였다. 그러나 콩고민주공화국과 비슷한 각 민족 간의 분규로 1966년 밀턴 오보테의 쿠데타로 무테사가 실각하고 오보테가 대통령으로 올랐다.
이후 오보테는 공포 정치를 펴다가 1971년 부하 이디 아민의 쿠데타로 실각하였으나, 이디 아민은 오보테보다 더 심한 공포 정치를 폈다. 그러나 아민 역시 1979년 줄리어스 니에레레 대통령이 이끄는 탄자니아 정부의 지원을 받는 요웨리 무세베니의 혁명군에게 쫓겨났고 1980년 다시 오보테가 돌아와 대통령에 올랐다.
이에 오보테와 무세베니 간의 내전이 발생해 1986년 무세베니가 승리하여 수도 캄팔라에 입성해 대통령이 되면서 우간다는 다시 안정되었다.

## 지리
우간다는 내륙국으로 동쪽으로는 케냐, 서쪽으로는 콩고민주공화국, 남서쪽으로는 르완다, 북쪽으로는 남수단, 남쪽으로는 탄자니아가 위치한다. 또한, 우간다는 호수나 강이 많다. 빅토리아호, 알버트호, 에드워드호 등 호수도 많다. 동아프리카 평원 지대에 있으며 평균 고도가 900m에 이른다. 우간다 내에는 빅토리아 호수 안에 있는 여러 섬도 있다. 빅토리아 호는 케냐와 탄자니아 국경지역에 있다.
주요 도시는 남쪽, 빅토리아 호수 인근에 있으며 엔테베시와 수도인 캄팔라도 인근에 있다. 백나일강을 비롯해 가장 긴 강이 있으며 이런 강은 지중해로 흘러들어 간다.

## 경제
농업이 주산업인데, 특히 면화와 커피의 재배가 중요하다. 1954년에 출력 15만kW의 오웬폴스 수력발전소가 완성되면서부터 시멘트, 제당, 면화 등의 공업이 발달하기 시작했다.

## 기아문제
우간다의 기아문제는 심각한 상태이다. 매년 아일랜드의 NGO인 컨선월드와이드(Concern Worldwide), 독일의 NGO인 세계기아원조(Welthungerhilfe) 그리고 미국의 연구기관인 국제식량정책연구소(IFPRI)가 협력하여 발표하는 세계기아지수(GHI)에 따르면 2016년 우간다의 기아지수는 100점 만점 중 26.4점으로 가장 심각한 기아점수를 기록한 중앙아프리카공화국의 46.1점과 비교할 때 절반정도의 수준이다. 하지만 이는 조사 대상이었던 118개의 개발도상국 중 87위에 해당하는 수치로 기아종식을 위한 더 많은 노력이 필요하다.

## 행정 구역
2006년 7월 1일 현재, 4개 주(region,regions)와 그 내부에 80개 지구(district, districts)로 나뉜다. 56개 지구로 국토를 통치해오다가 2005년 7월 1일부터 13개가 추가되고, 2006년 7월 1일부터 11개가 추가되어 80개에 이르게 되었다.

## 사람과 언어
1995년 10월 8일자 헌법 6조 1항에 "우간다의 공용어는 영어다"라고 규정했다. 그리고 2005년 9월 26일에는 우간다 의회가 헌법 개정안을 승인하였다. 개정 헌법 6조 2항은 "스와힐리어는 우간다에서 의회가 법률로서 규정하는 환경에서 사용되는 제2의 공식어다."라고 규정하였다.
우간다는 영연방의 정회원국이다.
주민은 대부분이 반투계의 아프리카인인데, 우간다를 구성하는 국민들의 주요 부족(部族)으로는 바간다족·바냥콜레족·바기스족·이테소족 등이 있다.

## 종교
우간다의 국민중 기독교 신자가 84%를 차지해 압도적으로 많으나, 이슬람교 신자도 12%가량 있어 무시할 수 없는 수준이다. 우간다의 대표적인 기독교 교단은 성공회, 로마 가톨릭교회 등이다.

## 대한관계
우간다는 비동맹 중립 노선을 표방하는 국가로 남북한이 동시에 수교하였다. 한국에서 우간다를 직접 연결해 주는 항공편은 없어 다른 나라를 경유해야 하는데, 주로 케냐를 통해서 간다. 북한의 오랜 우방이었던 우간다는 2016년 북한의 핵실험 등의 영향으로 북한과 거리를 두고 있다.

## 문화

### 영화
우간다 영화 산업은 비교적 젊다. 빠르게 발전하고 있지만 여전히 다양한 과제에 직면해 있다.